# السيرة العاشورية: الحرافيش (ج1) (مسلسل)

## قصة
استنادًا إلى رواية نجيب محفوظ (الحرافيش)، يعرض المسلسل السيرة الذاتية للبطل الشعبي عاشور الناجي وأسرته، حيث يمثل رمزًا للمبادئ والقيم والعدل والرحمة وإنصاف البسطاء.

## فريق العمل

### بطولة
| - نور الشريف: عاشور الناجي - إلهام شاهين:فلة زوجة عاشور الناجي - أحمد بدير: - ماجدة زكي:زينب زين الناطوري - هادي الجيار:قنصوة - سيد عبد الكريم | - فاروق نجيب:الشيخ محمود - تهاني راشد - رامز جلال:ابن عاشور الثاني - أحمد الشافعي: أبن عاشور الأول - طلعت زكريا - المرسي أبو العباس | - عثمان محمد علي - علي عبد الرحيم - كريم مغاوري: هبة الله ابن عاشور الثالث - حمزة الشيمي: عفرة زيدان - رجاء حسين - هشام سليم: شمس الدين |

بالاشتراك مع
| - كمال سليمان - عبد الرحيم حسن - إيناس شيحة - إنجي شرف - عبد العزيز عيسى - علي قاعود - عادل برهام - منير مكرم - محمد درديري - أحمد عطية | - عادل الشناوي - مصطفى عكاشة - سيد زكريا - حمدي زين - ملكة عبد العزيز - العربي عبد الفضيل - محمود الشنواني - محمد جمال - محمد توفيق - سيد أبو حلاوة | - أنور حسونة - نبيل صبري - رضا ربيع - نشأت محمد علي - عبد العاطي صالح - يوسف عبيد - ثابت عبد العزيز - علاء الطوخي - إبراهيم الطوخي - محمود الحلو | - أحمد عاطف - أحمد سعيد - طارق مهني - أميرة أنطوان - ناني سعد الدين - عمران بحر - إبراهيم الدالي - عادل تعلب - حازم فؤاد - سيد الطيب | - محمد عباس - محيي الدين عبد الحميد - عبد الوهاب أحمد - علاء أبو زيد - ميشيل موريس - عبد المنعم احمد - محمود شاهين: طفل - حسام الدين رأفت: طفل - باسم سيد زكي: طفل - أحمد مجدي زغلول: طفل |

### إداريون
| - نجيب محفوظ:القصة - محسن زايد:إعداد تليفزيوني وسيناريو وحوار - نبيل سليم:مهندس الديكور - مأمون عطا:مدير الإضاءة - محمود زهدي - سامي فيليب - إبراهيم خطاب:مدير التصوير - علي دكروري:مونتاج إلكتروني - محمد نصار:تسجيل ومونتاج - محمد سلام:مهندس الصوت والمكساج - مجدي العالم:مراقبة الكاميرات - يحيي عبد الصمد - أسامة شاهين:الإدارة الهندسية - إيهاب إسماعيل:تصميم التترات | - رامي مختار:مساعد مخرج - مصطفى الصغير:مساعد مخرج - سعاد الهجان:مخرج مساعد - أمير شاكر:مخرج منفذ - محمد زين:منتج فني - عبد الرحمن الأبنودي:أشعار - ياسر عبدالرحمن:موسيقى تصويرية - عاصم فوزي:غناء - قطاع الشئون المالية والاقتصادية - اتحاد الإذاعة والتلفزيون (ج.م.ع):موزع - وائل عبدالله:مخرج - أوسكار:إنتاج وتوزيع | - حسن عبد الله:الإشراف العام على الإنتاج - لؤي: الإدارة الهندسية - غزال الشال: مدير إدارة الإنتاج - إبراهيم زين - مجدي نور:مديروا الإنتاج - محمد بسيوني:المدير المالي - إبراهيم جبر:مدير الإدارة المالية - عباس صابر - دسوقي محمود: الإكسسوار والمفرقعات - مصطفى الكوخي:مصمم المعارك - مجدي رشوان:مشرف الإضاءة - وليد الشامي - عمرو خير الله - خالد قرني - سعيد جبر:تنفيذ الإضاءة - كريمة سعد:مصممة الأزياء | - بدر عبد الرحمن: مساعد الصوت - حسين عبد الرازق - محمود شاكر:تنفيذ الديكور أحمد فتحي - عصام نبوي - وائل السيد - ممدوح الحسيني:مساعدة الكاميرات - أحمد زكي:ريجيسير - توفيق الزيني جودة:مساعد ريجيسير - محمد ميشو:فوتغرافيا - غريب وفائي:كلاكيت - فتحي محمد علي - نصر علي محمد - عصام علي شعبان:مساعدوا الإكسسوار - إسماعيل أكشن - سناء عناني - حمدي أسماعيل:ملابس - هشام سامي فرح - الحسيني أبو الروس - محروس رفاعي: خدمات إنتاجية |